# Giorgio Ambrosini
Giorgio Ambrosini war ein italienischer Hersteller von Automobilen.

## Unternehmensgeschichte
Giorgio Ambrosini entwarf 1914 ein Automobil und gründete daraufhin das Unternehmen in Turin. Der Markenname lautete Vittoria. 1915 endete die Produktion nach nur wenigen hergestellten Exemplaren. Giorgio Ambrosini gründete später die Societá Italiana Applicazioni Trasformazioni Automobilistiche, kurz Siata.

## Fahrzeuge
Das einzige Modell hatte einen Vierzylinder-Monoblockmotor mit seitlichen Ventilen, 3176 cm³ Hubraum und 30 PS Leistung. Das Getriebe verfügte über vier Gänge. Abgesehen vom Motor, der im eigenen Unternehmen entstand, wurden viele Teile zugekauft.